# Loris Facci
Loris Facci (ur. 13 sierpnia 1983 w Turynie) – włoski pływak, specjalizujący się głównie w stylu klasycznym.
Brązowy medalista mistrzostw świata z Melbourne na 200 m stylem klasycznym.
Uczestnik Igrzysk Olimpijskich z Aten (40. miejsce na 200 m stylem klasycznym) oraz Pekinu (7. miejsce na 200 m stylem klasycznym, dyskwalifikacja sztafety 4 x 100 m stylem zmiennym).